# Saint-Denoual
Saint-Denoual (bretonisch Sant-Denwal) ist eine französische Gemeinde mit 490 Einwohnern (Stand 1. Januar 2022) im Département Côtes-d’Armor in der Region Bretagne. Sie gehört zum Arrondissement Saint-Brieuc und zum Kanton Pléneuf-Val-André. Die Bewohner nennen sich Guinguenoualais(es).

## Geografie
Saint-Denoual liegt etwa 27 Kilometer östlich von Saint-Brieuc und rund 31 Kilometer südwestlich von Saint-Malo im Norden des Départements Côtes-d’Armor.

## Geschichte
Vom 12. bis zum 16. Jahrhundert verwaltete die Famille de Saint-Denoual den Ort. Eine erste namentliche Erwähnung von Saint-Denoual als S. Denoalus fand sich in einer Schenkungsurkunde der Familie de Saint-Denoual an die Abtei Saint-Aubin des Bois. Die Gemeinde gehörte von 1793 bis 1801 zum Distrikt Lamballe und zum Kanton Plédéliac. Seit 1801 ist sie Teil des Arrondissements Dinan.

## Bevölkerungsentwicklung
| Jahr                       | 1962 | 1968 | 1975 | 1982 | 1990 | 1999 | 2006 | 2012 | 2019 |
| Einwohner                  | 382  | 369  | 330  | 342  | 362  | 354  | 388  | 411  | 474  |
| Quellen: Cassini und INSEE |      |      |      |      |      |      |      |      |      |

## Sehenswürdigkeiten
- Schloss Château de la Guyomarais aus dem 16. Jahrhundert
- Kirche Saint-Étienne (erbaut 1902/03)
- Grabmal des Marquis de la Rouerie aus dem Jahr 1793 im Schloss
- Stele der Vereinigten Staaten an den Marquis de la Rouerie für die Unterstützung im Unabhängigkeitskrieg
- Kreuz Croix de la Guyomarais aus dem 16. Jahrhundert, seit 1926 als Monument historique eingeschrieben[1]
- Kreuz auf dem Dorffriedhof
- Denkmal für die Gefallenen[2]

Quelle:

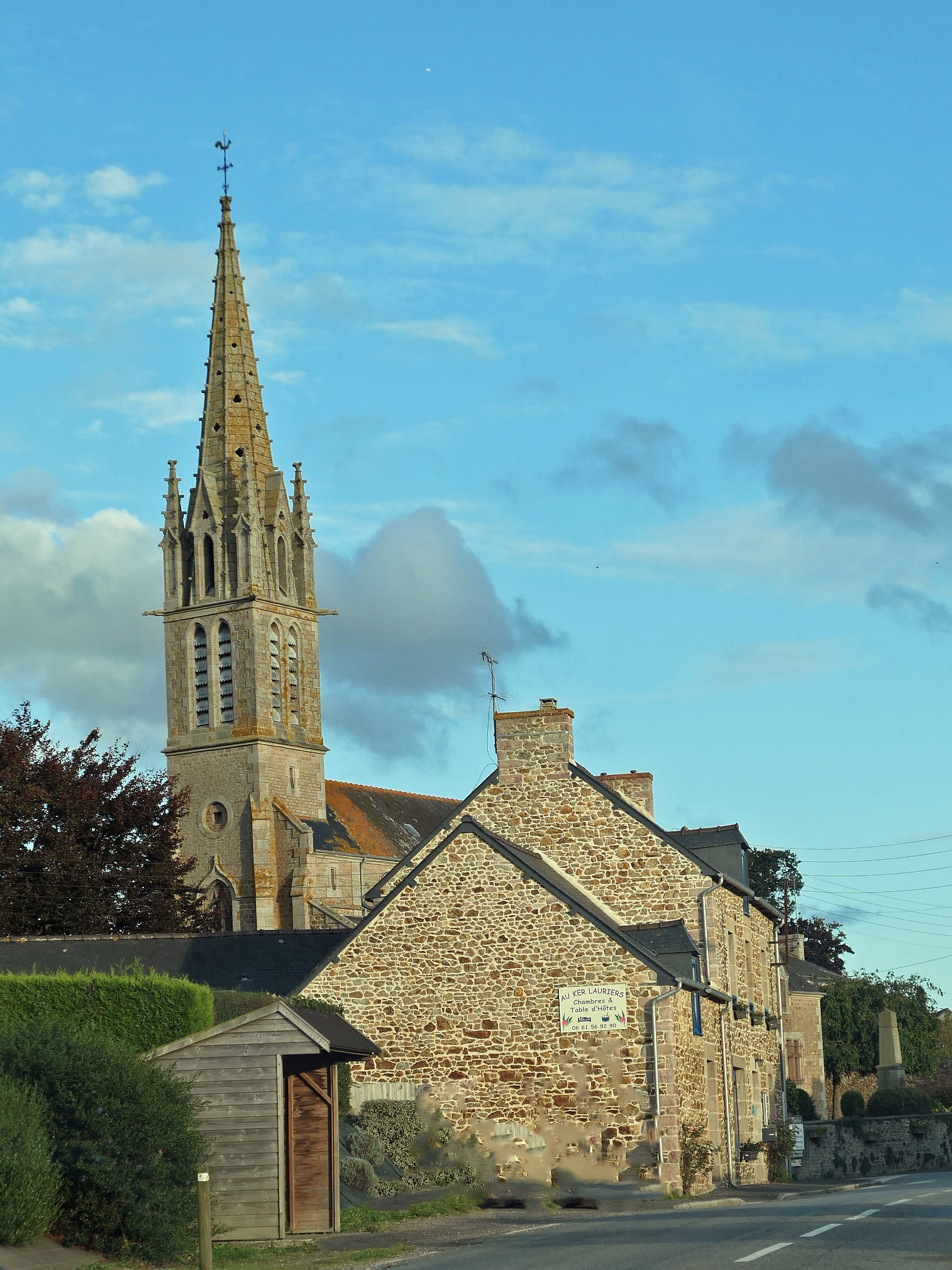
Kirche Saint-Étienne
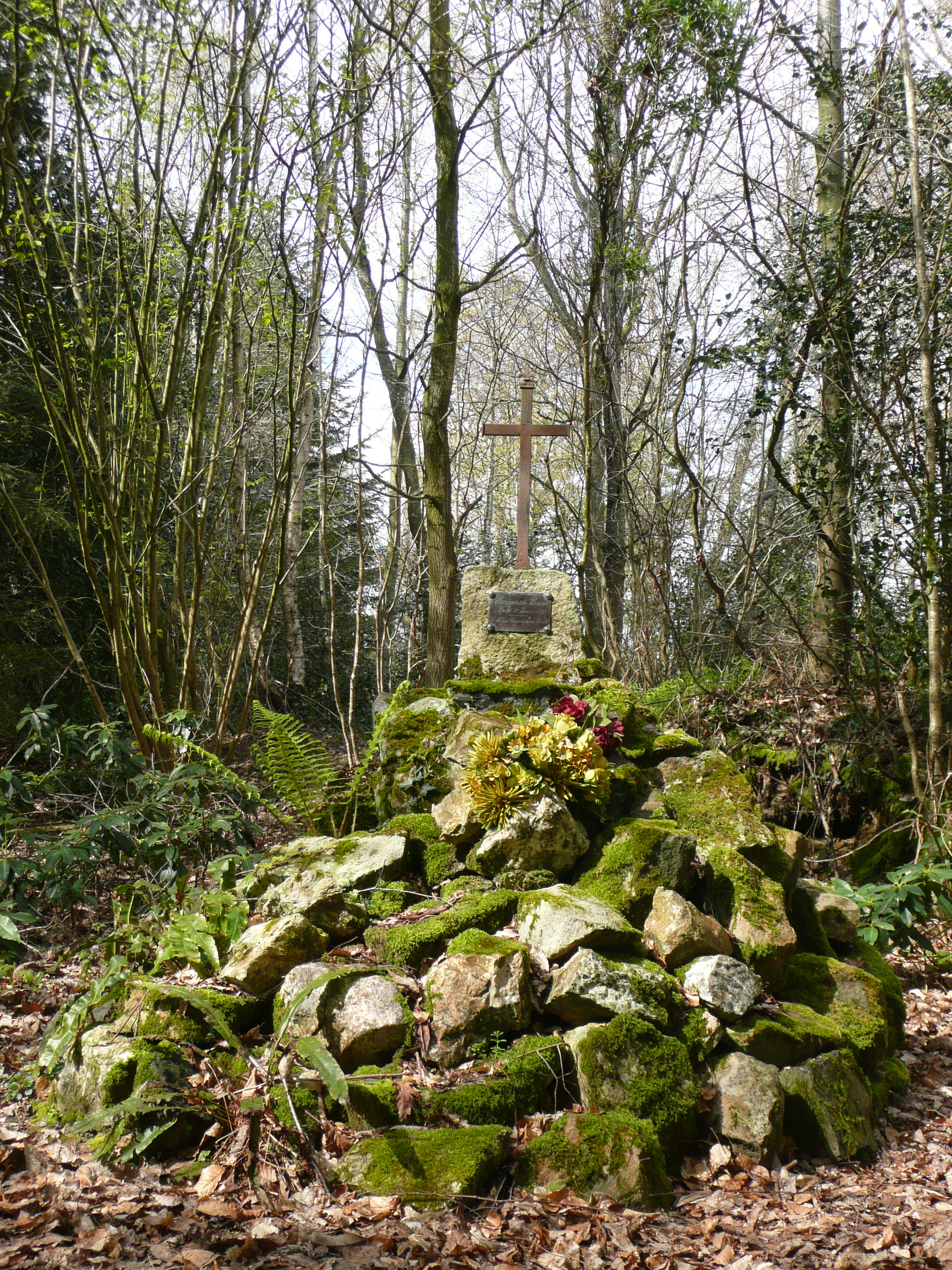
Grabmal des Marquis de la Rouerie